# Évacuation de 2022 des républiques populaires de Donetsk et de Lougansk
L'évacuation de 2022 des républiques populaires de Donetsk et de Lougansk est l'évacuation massive des résidents des républiques populaires autoproclamées de Donetsk et de Lougansk vers la Russie à partir de février 2022,. L'évacuation, prétendument due à la menace d'une attaque ukrainienne imminente, est organisée en raison de la prochaine invasion russe de l'Ukraine.

## Contexte
Le 16 février 2022, le chef de la république populaire de Donetsk (RPD), Denis Pouchiline, enregistre une vidéo annonçant l'évacuation de la RPD, en raison d'une prétendue attaque ukrainienne imminente. La vidéo n'est pas publiée. Le même jour, Leonid Passetchnik, chef de la république populaire de Lougansk (RPL), a enregistré une vidéo similaire annonçant l'évacuation de la république autoproclamée, dans laquelle il disait « aujourd'hui, le 18 février ».
L'Ukraine a nié les allégations de lancement d'une offensive contre les deux républiques. Selon la BBC News, le préenregistrement par les autorités prorusses des vidéos annonçant l'évacuation suggère que les mesures d'escalade précédant l'invasion russe sont planifiées à l'avance,.

## Évacuation

### Annonce
Le 18 février, Pouchiline a annoncé que les habitants de la RPD devaient évacuer vers la Russie en raison de la menace d'attaque de l'Ukraine. Pouchiline et Passetchnik publient les vidéos enregistrées le 16 février, avec leurs métadonnées originales,.
Le président russe Vladimir Poutine ordonne la création de camps de réfugiés en Russie pour la population évacuée des parties du Donbass occupés par la Russie. Dmitri Peskov, l'attaché de presse de Poutine, a déclaré qu'il n'avait aucune information sur ce qui se passait en RPD.

### Exécution
Les autorités ukrainiennes ont signalé que la plupart des habitants de Donetsk et de Louhansk n'avaient pas quitté leur domicile. Certaines personnes sont parties par peur, et non par les allégations d'une offensive ukrainienne.